# دانييلي غيثر
دانييلي غيثر (بالإنجليزية: Daniele Gaither)‏ هي ممثلة أمريكية، ولدت في 6 سبتمبر 1970 في سانت بول في الولايات المتحدة.

## وصلات خارجية
- دانييلي غيثر على موقع IMDb (الإنجليزية)
- دانييلي غيثر على موقع قاعدة بيانات الفيلم (الإنجليزية)